# Équipe de Guinée-Bissau de football à la Coupe d'Afrique des nations 2021
L’équipe de Guinée-Bissau de football participe à la Coupe d'Afrique des nations 2021 organisée au Cameroun du 9 janvier au 6 février 2022. Il s'agit de la troisième participation des Djurtus, emmenés par Baciro Candé. Ils sont éliminés au premier tour après un match nul, face au Soudan, et deux défaites, contre l'Égypte (0-1) et le Nigeria(0-2).

## Qualifications
La Guinée-Bissau est placée dans le groupe I des qualifications qui se déroulent de novembre 2019 à mars 2021. Ces éliminatoires sont perturbés par l'épidémie de covid-19. Les Djurtus se qualifient en battant le Congo lors de la dernière journée.
| Rang | Équipe        | Pts | J | G | N | P | Bp | Bc | Diff |  | Résultats (▼ dom., ► ext.) |     |     |     |     |
| ---- | ------------- | --- | - | - | - | - | -- | -- | ---- |  | -------------------------- | --- | --- | --- | --- |
| 1    | Sénégal       | 14  | 6 | 4 | 2 | 0 | 10 | 2  | +8   |  | Sénégal                    |     | 2-0 | 2-0 | 1-1 |
| 2    | Guinée-Bissau | 9   | 6 | 3 | 0 | 3 | 9  | 7  | +2   |  | Guinée-Bissau              | 0-1 |     | 3-0 | 3-0 |
| 3    | Congo         | 8   | 6 | 2 | 2 | 2 | 5  | 5  | 0    |  | Congo                      | 0-0 | 3-0 |     | 2-0 |
| 4    | Eswatini      | 2   | 6 | 0 | 2 | 4 | 3  | 13 | -10  |  | Eswatini                   | 1-4 | 0-0 | 1-3 |     |

| 1re journée                | Guinée-Bissau                               | 3 - 0        | Eswatini |                                                                 |                                                                 |
| 13 novembre 2019 16h00 UTC | Jorginho 40e · Piqueti 45e · João Mário 73e | (2-0)        |          | Estádio 24 de Setembro, Bissau Arbitrage : Abdoul Ohabee Kanoso | Estádio 24 de Setembro, Bissau Arbitrage : Abdoul Ohabee Kanoso |
| 13 novembre 2019 16h00 UTC |                                             | 10e Shabangu |          | Estádio 24 de Setembro, Bissau Arbitrage : Abdoul Ohabee Kanoso | Estádio 24 de Setembro, Bissau Arbitrage : Abdoul Ohabee Kanoso |

| 2e journée                   | Congo                                   | 3 - 0   | Guinée-Bissau |                                                                        |                                                                        |
| 17 novembre 2019 17h00 UTC+1 | Ibara 19e · Ganvoula 70e · Makiesse 79e | (1 - 0) |               | Stade Alphonse-Massamba-Débat, Brazzaville Arbitrage : Fabricio Duarte | Stade Alphonse-Massamba-Débat, Brazzaville Arbitrage : Fabricio Duarte |
| 17 novembre 2019 17h00 UTC+1 | Makiesse 55e                            |         | 62e Bura (en) | Stade Alphonse-Massamba-Débat, Brazzaville Arbitrage : Fabricio Duarte | Stade Alphonse-Massamba-Débat, Brazzaville Arbitrage : Fabricio Duarte |

| 3e journée       | Sénégal | 2 - 0   | Guinée-Bissau |                                                      |                                                      |
| 11 novembre 2020 | Mané 44e (pen.) · Nguette 74e | (1 - 0) | | Stade Lat-Dior, Thiès Arbitrage : Eric Otogo-Castane | Stade Lat-Dior, Thiès Arbitrage : Eric Otogo-Castane |
| 11 novembre 2020 | Koulibaly 80e |         | | Stade Lat-Dior, Thiès Arbitrage : Eric Otogo-Castane | Stade Lat-Dior, Thiès Arbitrage : Eric Otogo-Castane |
| 11 novembre 2020 | Mendy - Sabaly, Koulibaly, S. Sané (P. Diop, 92e), Wagué - P.A. Ndiaye, Kouyaté, Diatta (Name, 92e) - Mané, H. Diallo (Dia, 66e), I. Sarr (Nguette, 72e) | Équipes | Jonas - Alves, Sanganté, Djaló, Nanú - Pelé (Jorginho, 74e), Bura - Piqueti (A. Mendy, 90+3e), Cassama (Embaló, 90+3e), Baldé (Jaquité, 74e) - João Mário (Mendes, 52e) | Stade Lat-Dior, Thiès Arbitrage : Eric Otogo-Castane | Stade Lat-Dior, Thiès Arbitrage : Eric Otogo-Castane |

| 4e journée                 | Guinée-Bissau | 0 - 1   | Sénégal |                                                        |                                                        |
| 15 novembre 2020 16h00 UTC | | (0 - 0) | 82e Mané | Estádio 24 de Setembro, Bissau Arbitrage : Adil Zourak | Estádio 24 de Setembro, Bissau Arbitrage : Adil Zourak |
| 15 novembre 2020 16h00 UTC | Bura 23e, 64e |         | 43e Koulibaly · | Estádio 24 de Setembro, Bissau Arbitrage : Adil Zourak | Estádio 24 de Setembro, Bissau Arbitrage : Adil Zourak |
| 15 novembre 2020 16h00 UTC | Jonas, Alves, Djaló, Nanú, Bura, Baldé (Jorginho, 82e), Pelé, Cassama, Sanganté, Piqueti (Jaquité, 68e), Mendes (A. Mendy, 82e) | Équipes | Mendy - Sabaly, Koulibaly, Kouyaté, Wagué - P.A. Ndiaye (P. Diop, 73e), Kanouté (S. Sané 92e), Diatta, Mané, I. Sarr (Nguette, 79e), B. Dia (H. Diallo, 79e) | Estádio 24 de Setembro, Bissau Arbitrage : Adil Zourak | Estádio 24 de Setembro, Bissau Arbitrage : Adil Zourak |

| 5e journée   | Eswatini       | 1 - 3 | Guinée-Bissau                     |                                                               |                                                               |
| 26 mars 2021 | Badenhorst 21e | (1-2) | 15e Djaló · 25e Semedo · 50e Pelé | Mavuso Sports Centre, Manzini Arbitrage : Jean-Claude Ishimwe | Mavuso Sports Centre, Manzini Arbitrage : Jean-Claude Ishimwe |

| 6e journée   | Guinée-Bissau                           | 3 - 0     | Congo |                                                         |                                                         |
| 30 mars 2021 | Piqueti 45+1e F. Mendy 73e Jorginho 80e | (1 - 0)   |       | Stade du 24-Septembre, Bissau Arbitrage : K.A. Attiogbe | Stade du 24-Septembre, Bissau Arbitrage : K.A. Attiogbe |
| 30 mars 2021 |                                         | 88e Ibara |       | Stade du 24-Septembre, Bissau Arbitrage : K.A. Attiogbe | Stade du 24-Septembre, Bissau Arbitrage : K.A. Attiogbe |

### Statistiques

#### Buteurs
| Buts | Joueurs                                                      |
| ---- | ------------------------------------------------------------ |
| 2    | Piqueti, Jorginho                                            |
| 1    | Marcelo Djaló, João Mário, Pelé, Alfa Semedo, Frédéric Mendy |

## Compétition

### Tirage au sort
Le tirage au sort de la CAN 2021 est effectué le 17 août 2021 à Yaoundé. La Guinée-Bissau, 106e nation au classement FIFA, est placée dans le chapeau 3. Le tirage place les Djurtus dans le groupe D, avec le Nigeria (chapeau 1, 36e au classement FIFA), l'Égypte (chapeau 2, 45e et le Soudan (chapeau 4, 125e).

### Premier tour
| Rang | Équipe        | Pts | J | G | N | P | Bp | Bc | Diff |  | Résultats (▼ dom., ► ext.) |  |     |     |     |
| ---- | ------------- | --- | - | - | - | - | -- | -- | ---- |  | -------------------------- |  | --- | --- | --- |
| 1    | Nigeria       | 9   | 3 | 3 | 0 | 0 | 6  | 1  | +5   |  | Nigeria                    |  | 1-0 | 2-0 | 3-1 |
| 2    | Égypte        | 6   | 3 | 2 | 0 | 1 | 2  | 1  | +1   |  | Égypte                     |  |     | 1-0 | 1-0 |
| 3    | Soudan        | 1   | 3 | 0 | 1 | 2 | 1  | 4  | -3   |  | Soudan                     |  |     |     | 0-0 |
| 4    | Guinée-Bissau | 1   | 3 | 0 | 1 | 2 | 0  | 3  | -3   |  | Guinée-Bissau              |  |     |     |     |

     Équipe qualifiée ou victorieuse; Pts = points; J = joués; G = gagnés; N = nuls; P = perdus;
Bp = buts pour; Bc = buts contre; Diff = différence de buts
| Match 9                   | Soudan  | 0 - 0   | Guinée-Bissau | Stade Roumdé Adjia, Garoua                           |                                                      |
| 11 janvier 2022 20h00 WAT |         | (0 - 0) |               | Arbitrage : Issa Sy Arbitre vidéo : Lahlou Benbraham | Arbitrage : Issa Sy Arbitre vidéo : Lahlou Benbraham |
| 11 janvier 2022 20h00 WAT | Rapport |         |               | Arbitrage : Issa Sy Arbitre vidéo : Lahlou Benbraham | Arbitrage : Issa Sy Arbitre vidéo : Lahlou Benbraham |

| Match 20                  | Guinée-Bissau | 0 - 1   | Égypte    | Stade Roumdé Adjia, Garoua                                             |                                                                        |
| 15 janvier 2022 20h00 WAT |               | (0 - 0) | 69e Salah | Arbitrage : Pacifique Ndabihawenimana Arbitre vidéo : Mustapha Ghorbal | Arbitrage : Pacifique Ndabihawenimana Arbitre vidéo : Mustapha Ghorbal |
| 15 janvier 2022 20h00 WAT | Rapport       |         |           | Arbitrage : Pacifique Ndabihawenimana Arbitre vidéo : Mustapha Ghorbal | Arbitrage : Pacifique Ndabihawenimana Arbitre vidéo : Mustapha Ghorbal |

| Match 31                  | Guinée-Bissau | 0 - 2   | Nigeria                      | Stade Roumdé Adjia, Garoua                              |                                                         |
| 19 janvier 2022 20h00 WAT |               | (0 - 0) | 56e Sadiq · 75e Troost-Ekong | Arbitrage : Peter Waweru Arbitre vidéo : Bakary Gassama | Arbitrage : Peter Waweru Arbitre vidéo : Bakary Gassama |
| 19 janvier 2022 20h00 WAT | Rapport       |         |                              | Arbitrage : Peter Waweru Arbitre vidéo : Bakary Gassama | Arbitrage : Peter Waweru Arbitre vidéo : Bakary Gassama |